# Christoph Vogel
Christoph Vogel (* 1554 in Dorfen; † 1. August 1608 in Regenstauf) war ein evangelischer Pfarrer und Topograph.

## Leben
Christoph Vogel wurde 1554 im oberbayerischen Dorfen als Sohn des gleichnamigen „Winkelpredigers“ geboren, der 1560 nach einer dreimonatigen Haft im Falkenturm in München des Landes verwiesen wurde. 1576 findet man Christoph Vogel d. Ä. als „aedituus“ in der Pfarrei See. Ab 1575 ist sein Sohn, Christoph Vogel d. J., nach einem Studium in Jena in verschiedenen Pfarreien des nordgauischen Gebiets des Fürstentums Pfalz-Neuburg nachgewiesen, zuletzt ab 1587 bis zu seinem Tod 1608 als Pfarrer in Regenstauf.
Christoph Vogel begann seine Laufbahn 1575 als Cantor in Burglengenfeld, 1576 war er Diakon in Kallmünz, 1581 Pfarrer auf der neuerrichteten Pfarrstelle in Duggendorf, 1582 Pfarrer in Nittendorf, 1584 in Pielenhofen an der Naab und dann ab 1587 in Regenstauf. In den Zeiten seines Cantorats begleitete er den Superintendenten als amanuensis auf den Amtsreisen, dies war für seine spätere kartographische Arbeit sicherlich ein Vorteil.
Er selbst sagt, fünf Söhne zu haben, in den Visitationsberichten werden drei (Georg, Johann und Christoph) genannt, die sich alle dem Lehrberuf gewidmet hatten.

## Leistungen

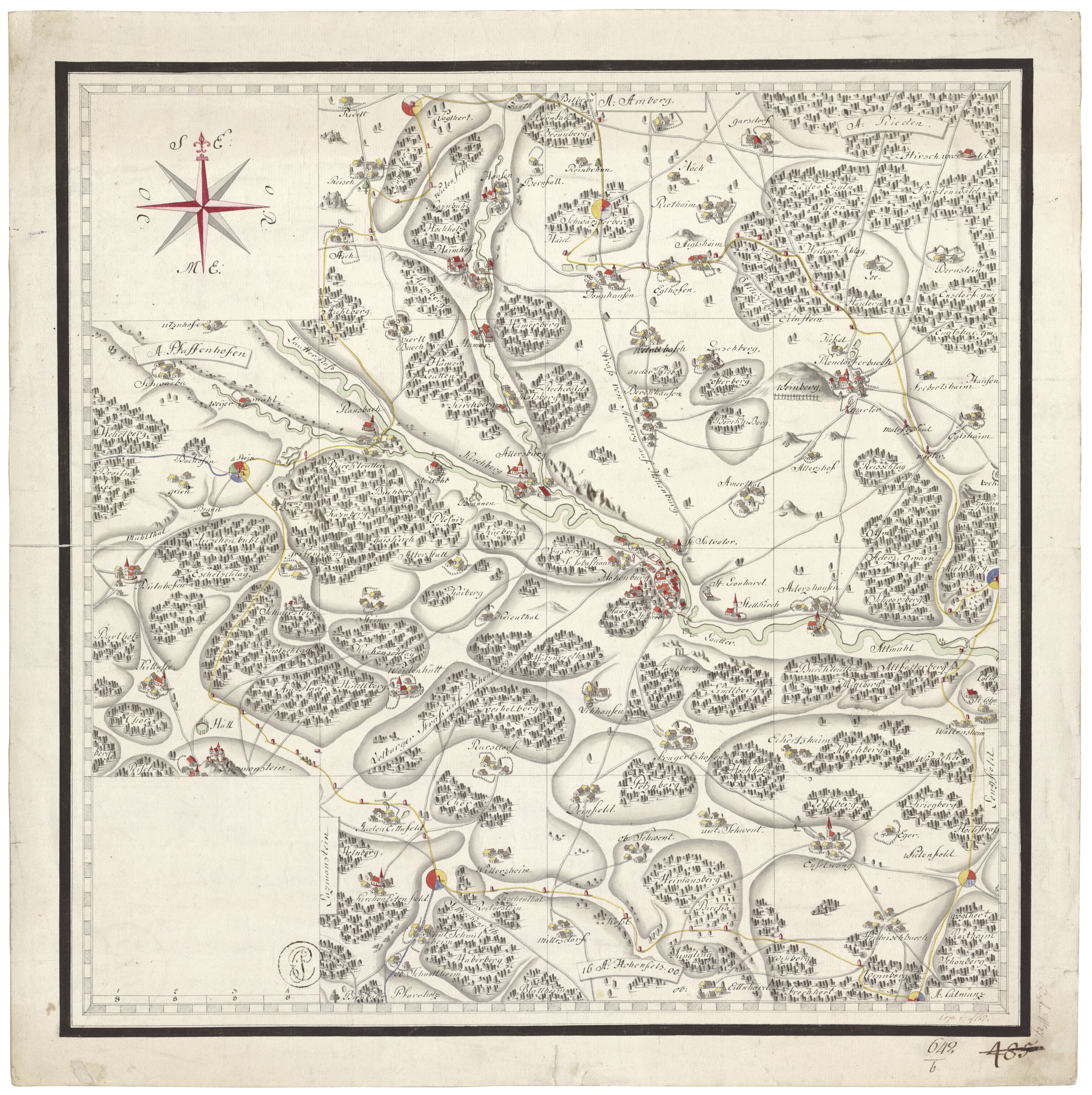
Kartenblatt Landesaufnahme – Amt Hohenburg

Vogel verfasste im Auftrag der Pfalzgrafen Ott-Heinrich und Philipp Ludwig Beschreibungen der Oberpfälzischen Ämter und Herrschaften der Fürstentümer Neuburg und Sulzbach. Um das Jahr 1600 entstand im Auftrag des Pfalzgrafen Philipp Ludwig eine kartographische Erfassung des Fürstentums Pfalz-Neuburg. In diesem Kartenwerk wurde jeder einzelne Amtsbezirk für sich erfasst. Ausgeführt wurde diese Landesaufnahme durch den Regenstaufer Pfarrer Christoph Vogel und den aus Burglengenfeld stammenden Zeichner Matthäus Stang.
Die Karten waren zunächst nur für den Amtsgebrauch bestimmt und blieben somit bis in jüngerer Zeit wenig bekannt. Heute rechnet man diese Landesaufnahme zu den bedeutendsten kartographischen Leistungen ihrer Zeit. Die genauso detailliert wie meisterhaft ausgeführten Karten behielten bis Ende des 18. Jahrhunderts ihre Geltung.
Die einzelnen Karten wurden durch Beschreibungen der darin dargestellten Ämter ergänzt. Sie enthalten u. a. Grenzbeschreibungen sowie ein alphabetisches Verzeichnis der vorkommenden Orte, Wälder und Weiher mit Angabe des Planquadrates der entsprechenden Karten.